# 28e groupe géographique
Anciennement dénommé 28e régiment d'artillerie (28e RA), une unité d'artillerie de l'armée française, créée en 1872, le 28e groupe géographique (28e GG) est une unité de l'armée de Terre française située à Haguenau (Bas-Rhin) spécialisée dans la topographie et la cartographie.

## Création et différentes dénominations
28e régiment d'artillerie
- 20 avril 1872 : Formation du 28e régiment d'artillerie
- 1940 : Dissous
- 1954 : reformation du 28e régiment d'artillerie
- 1962 : Dissous

28e groupe géographique
- 1688 : création du dépôt de la Guerre
- 1887 : création du service géographique de l'armée (SGA)
- 1er juillet 1940 : Suppression[1]
- 1943 : Création des 31e et 32e compagnies de géographes militaires par les Forces Françaises Libres en Afrique du Nord
- 16 mai 1946 : création du groupe géographique autonome
- 1949 : prend le nom de groupe géographique de Joigny
- 1950 : prend le nom de groupe géographique
- 1966 : le Groupe Géographique de Joigny reçoit la garde de l'étendard du 28e régiment d'artillerie
- 1972 : devient le régiment géographique
- 1976 : prend le nom de batterie géographique et reçoit la garde de l'étendard du 28e régiment d'artillerie
- 1979 : reprend le nom de groupe géographique
- 1999 : devient le 28e groupe géographique

## Colonels et chefs de corps
28e régiment d'artillerie
- 20 avril 1872 : Jules Léon Gabriel Noury[2]
- 30 avril 1873 : Jean-Pierre Delatte
- 1878 : colonel Chaumette
- 1882 : colonel Debourgues
- 1888 : colonel Vallantin
- 1892 : colonel de Mecquenem
- 1895 : colonel de Lavech-Desfauries
- 1898 : colonel de Taffart de Saint-Germain

28e groupe géographique

## 28erégiment d'artillerie

### Historique des garnisons, combats et batailles du28erégiment d'artillerie
Historique des garnisons, combats et batailles du 28e régiment d'artillerie

#### De 1872 à 1914
Le 28e régiment d'artillerie est formé à Rennes par ordre du 20 avril 1872 avec : 
- 2 batteries provenant du 7e régiment d'artillerie
- 7 batteries provenant du 10e régiment d'artillerie
- 2 batteries provenant du 20e régiment d'artillerie

En 1873, il fait partie de la 11e brigade d'artillerie, reçoit 1 batterie du 23e régiment d'artillerie et cède 1 batterie au 31e régiment d'artillerie et ses 2 batteries à cheval au 35e régiment d'artillerie.
Envoyé au Tonkin en 1885, durant la Guerre franco-chinoise, les éléments du régiment s'illustrent aux combats de Hu-Thuong (13 décembre), de Tien-La (16 décembre) et de Moha-Luong (18 décembre).

#### Première Guerre mondiale

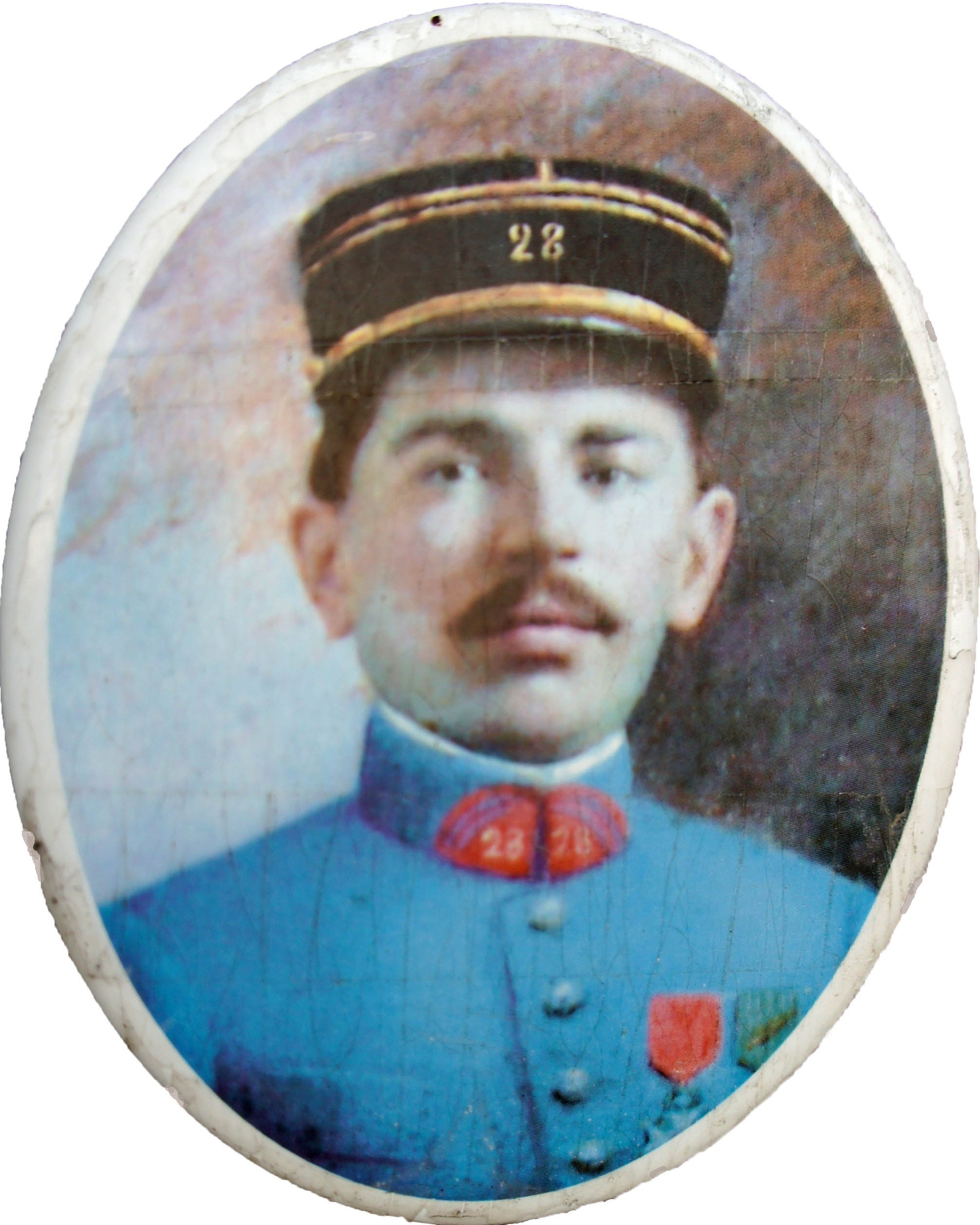
Uniforme de la Première guerre.

En casernement à Vannes

#### Affectation
11e brigade d'artillerie, artillerie du 11e corps d'armée.
Composition : 4 groupes de 12 batteries de 75 (48 canons).

##### 1914
Il participe ensuite à la Première Guerre mondiale dans toutes les grandes opérations ; en Belgique, sur la Marne, en Artois, sur la Somme, en Champagne, au Chemin des Dames, sur l'Aisne, en Alsace, et en Champagne une deuxième fois. Il reçoit deux citations à l'ordre de l'armée et la fourragère de la couleur de la croix de guerre 14-18.

#### Seconde Guerre mondiale
De 1929 à 1939, il est l'unité d'artillerie de la 13e division d'infanterie avec laquelle il participe à la campagne de France de 1940. Il combat sur la Somme et l'Oise. Il est cité pour une action d'éclat dans les environs de Loury (Loiret). Il est finalement dissout.

#### De 1945 à nos jours
Il est recréé en 1954. Ses batteries servant en Tunisie et en Algérie avant d'être dissout en 1962.
Il est dissous en 1962. Le 26 mars 1966, son étendard est confié à la garde du groupe géographique.

### Personnalités ayant servi dans le28erégiment d'artillerie
- Gilbert Bugeac (1901-1976), résistant, Compagnon de la Libération.
- Eugène Pagézy (1876-1939), chef de corps du régiment en 1925 ;

## 28eGroupe géographique

### Historique des garnisons, combats et batailles du28egroupe géographique
Le 28e GG tient ses origines du dépôt de la Guerre créé par Louvois en 1688 et du service géographique de l'armée (SGA) son successeur en 1887. Les travaux les plus célèbres réalisés pendant cette période sont :
- La carte de Cassini, première carte détaillée du royaume de France réalisée au 1/86.400 (rapport correspondant à une échelle de 1 pouce pour 100 toises). Ce travail commencé sous Louis XV s'est terminé à la fin de la Révolution. Napoléon Bonaparte fut le premier à émettre le désir d'avoir une nouvelle carte de France pour remplacer celle de Cassini qui demeurait insuffisante. Sous son impulsion, en 1802, une commission spéciale a défini les principes d'établissement du successeur de la carte de Cassini. En particulier ont été intégrés l'adoption des échelles décimales, l'adoption des courbes de niveau avec effet rehaussé par des hachures suivant la plus grande pente et le nivellement rapporté au niveau de la mer.
- La carte dite d'état-major au 1/80.000 comptant 274 feuilles, série terminée en 1875. En 1889, le service géographique de l'armée décida d'en dériver une édition au 1/50.000 par simple agrandissement photographique. Cette série prit le nom de 1/50.000 type 1900.

Après la guerre de 1870, l'extension du domaine colonial a conduit les géographes a exercer leurs activités partout où le drapeau français flottait ce qui a donné naissance au service géographique de l'AOF, service géographique de l'AEF, du Levant, de Madagascar et d'Indochine. Les premières cartes détaillées de tous ces territoires ont été réalisées à cette époque, comme la carte d'état-major au 1/80.000 de l'Algérie ou la carte régulière de l'Indochine.

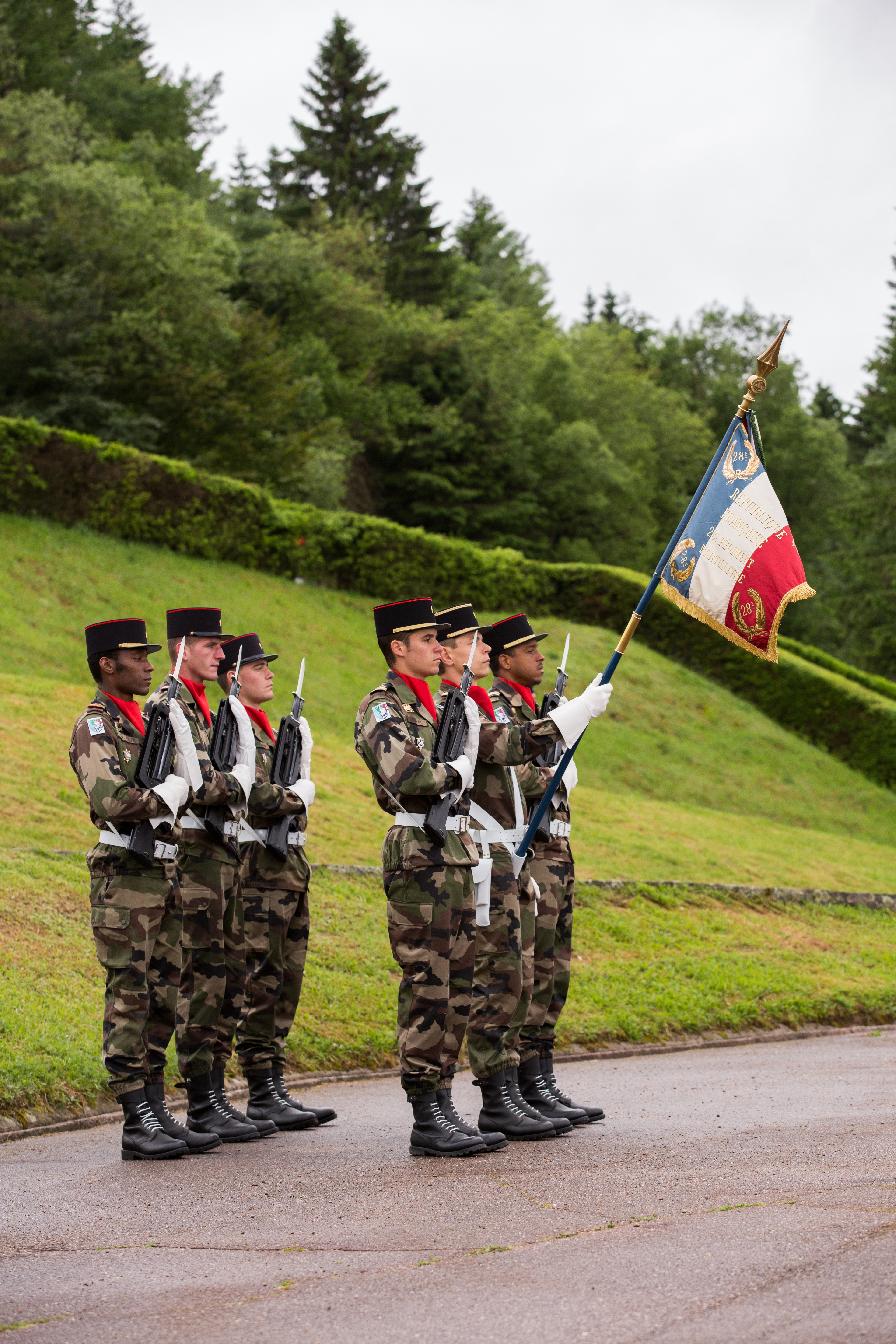
La garde d'honneur du 28e groupe géographique le 23 juin 2013 à l'ancien camp de concentration de Natzwiller-Struthof.

La Première Guerre mondiale, premier conflit où l'on a utilisé de façon intensive le tir indirect, a amené de nouveaux développements, en particulier ce qui a été appelé les « groupes de canevas de tir », unités géographiques ayant pour vocation d'établir sur toute la ligne de front des cartes extrêmement détaillées(1/5.000, 1/10.000, 1/20.000) du terrain ainsi que du dispositif ennemi. Ces cartes portaient le nom de « plans directeurs ». La projection de Bonne causant des déformations de longueur et d'angle néfastes aux artilleurs, on adopta une projection spéciale limitant aux maximum les déformations de représentation, la projection conique conforme sécante « Lambert Nord de Guerre ».
L'après-guerre fut marquée par l'établissement d'une nouvelle carte de France au 1/50.000 et pour la première fois en couleur, la 1/50.000 type 1922. Le développement des nouvelles technologies (photographies aériennes, photogrammétrie) a permis sa réalisation en des délais plus brefs. Cette série a inclus de nouvelles améliorations comme la représentation du relief par des courbes de niveau (visualisation complétée par un estompage) et un choix très élaboré des signes conventionnels.
C'est la campagne de 1940 qui a mis fin aux activités du SGA. Dès après l'armistice de juin 40, dans un souci de camouflage des effectifs et de sauvegarde du patrimoine cartographique des armées vis-à-vis de l'occupant, le général Hurault, directeur du service depuis 1937, réussissait à obtenir du gouvernement un décret-loi daté du 27 juin 1940 supprimant le SGA et le remplaçant par l'Institut géographique national (IGN), établissement civil, qui prenait en lieu et place toutes ses attributions, Monsieur (ex-général) Hurault en devenant le premier directeur.
Pendant la Seconde Guerre mondiale, l'armée française reconstituée, a mis sur pied deux compagnies géographiques (31e et 32e), affectées respectivement aux 1er et 2e Corps d'Armée de la Ire armée française du général de Lattre de Tassigny. En 1944 est créé une 33e compagnie géographique ainsi qu'un service géographique militaire pour la Ire armée française.

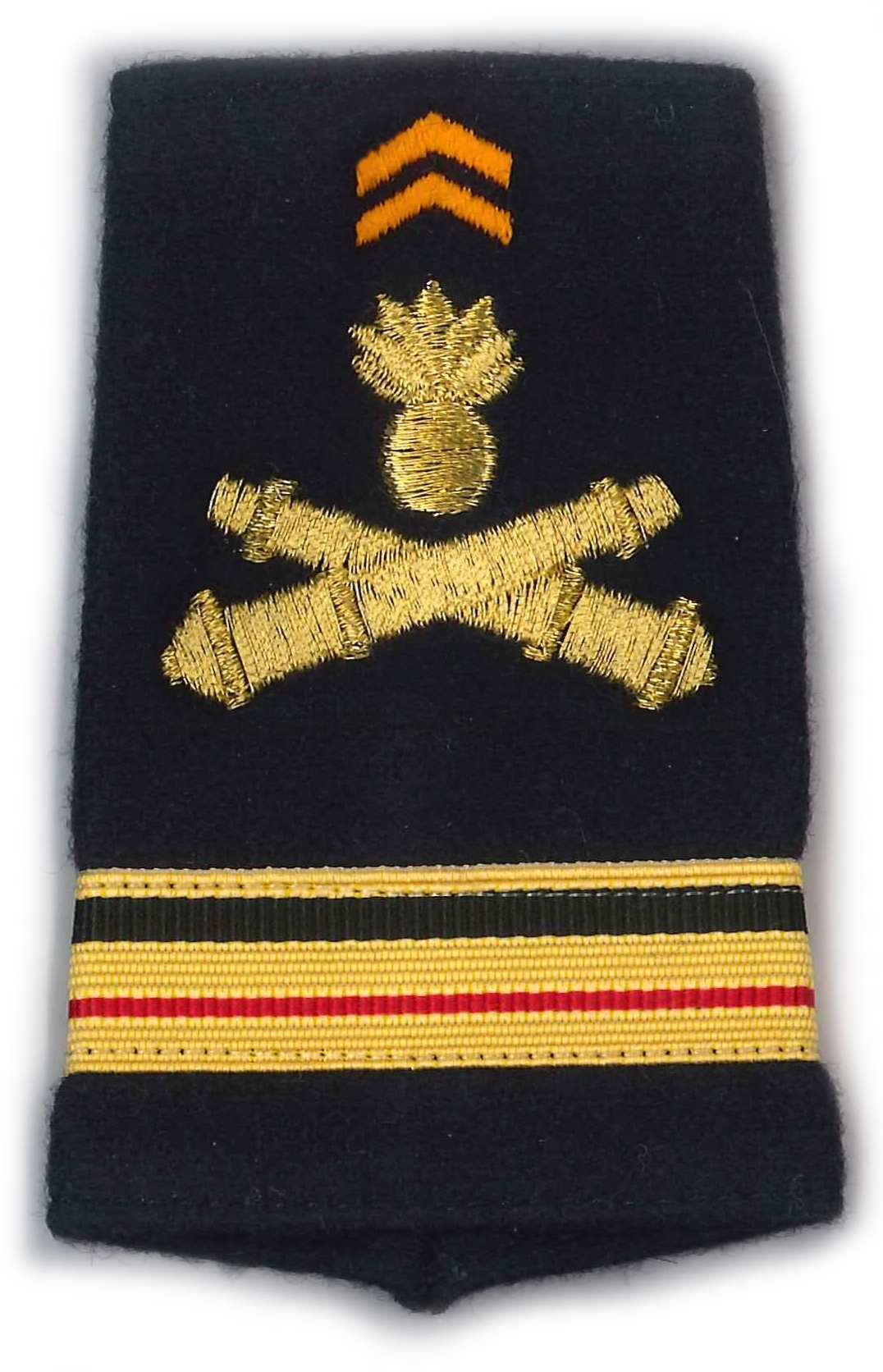
Fourreau d'épaule de grade de major du Groupe Géographique.

Après la Seconde Guerre mondiale, l'IGN a été maintenu et a conservé depuis lors la responsabilité de la réalisation des cartes sur le territoire national. C'est la section géographique militaire de Vincennes qui aura désormais vocation à répondre aux besoins spécifiques des armées. Elle a sous son commandement, outre l'ensemble des dépôts de cartes :
- en France, le groupe géographique autonome créé le 16 mai 1946, au fort de Montrouge, (ex-33e compagnie)
- en Allemagne la 51e batterie géographique d'Offenburg (Allemagne) (ex-31e compagnie) puis batterie géographique autonome des FFA
- en Indochine, la 52e batterie géographique de Saïgon (Indochine) (ex-32e compagnie) puis batterie d'Extrême-Orient du groupe géographique autonome (BEOGGA)
- Par manque de place, en 1949-1950, le groupe géographique autonome déménage sur la ville de Joigny dans l'Yonne (89).
- La batterie géographique d'Extrême-Orient est transférée en Algérie en août 1955 sur le Pasteur et donne naissance à la 53e batterie géographique autonome. Installée à Oran (Algérie), elle est active de juillet 1955 à juin 1962, date à laquelle, elle rejoint Joigny.
- Le 26 mars 1966, le groupe géographique reçoit l'étendard du 28e régiment d'artillerie.
- À compter de juillet 1972, le groupe géographique prend l'appellation de régiment géographique
- La batterie géographique des FFA est dissoute en juillet 1976.
- Il est officiellement nommé héritier des traditions du 28e RA en 1976.
- En juillet 1979, le régiment géographique prend l'appellation de 28e groupe géographique.
- À compter du 1er juillet 1998, le 28e groupe géographique est rattaché à la brigade du génie (B.GEN).
- Depuis le 24 juin 2009, le 28e groupe géographique est rattaché à la brigade de renseignement, la brigade du génie étant dissoute en 2010 (puis reconstituée en 2024).
- Le 28e groupe géographique est transféré à Haguenau (67) à compter du 1er août 2010. Lors d’une cérémonie du 28 avril 2010, célébrant les 60 ans de présence de la géographie militaire à Joigny, plus de 7 000 Joviniens sont présents pour marquer l'attachement à « leur » régiment de garnison.
- En 2016, il est rattaché au commandement du renseignement de Strasbourg qui succède à la brigade de renseignement.
- En juillet 2024, il retourne au sein de la brigade du génie (B.GEN) qui vient d'être reconstituée[5].

### Mission
Unité d'appui géographique des forces, le 28e groupe géographique doit, en temps de paix comme en temps de crise :
- réaliser les travaux géodésiques, topographiques, cartographiques et des levés d'infrastructure ;
- fournir en données numériques les systèmes d'armes et de commandement.

Il est en permanence à la recherche du renseignement géographique afin de constituer une documentation militaire géographique.
Il assure la formation technique des officiers, des sous-officiers et des militaires du rang (géographes, topographes, cartographes, documentalistes). Le 28e groupe géographique est la seule unité de ce type dans l'Armée de terre.

### Structure et composition
- Une batterie de commandement et de soutien (état-major, bureau opérations et instruction, bureau maintenance logistique, bureau ressources humaines, section multi-techniques, section d'instruction).
- Deux batteries géographiques à 3 sections chacune (deux sections géographiques et 1 section d'appui),
- Un centre de formation délégué (CFD) chargé de l'instruction spécialisée des officiers, sous-officiers et militaires du rang géographes des armées.

### Matériels
- Appareils de mesure de distance
- Appareils de positionnement (GPS, navigateur terrestre, etc.)
- Consoles de traitement informatique d'images
- Stations informatiques équipées de systèmes d'information géographique (SIG)
- Drones eBee-x et Phantom.
- Véhicules tout-terrain équipés de matériels topographiques et cartographiques (VAB VAT GEO (Appui Topographique) , Quad Polaris Sportsman 700, Panhard PVP, Acmat VLRA TPK 4.36 SH SMT (Station Mobile Topographique), Peugeot P4, Renault GBC 180, Renault Sherpa 5, TRM 2000, VBL)
- Pantalon de Treillis militaire F2 (Camouflage Centre-Europe (CE) et Camouflage Daguet)
- Veste de Treillis militaire F2 (Camouflage Centre-Europe (CE) et Camouflage Daguet)
- Gilet pare-balles série 3
- ANP VP F1 (Masque à gaz)
- Casque TC F NVG V2 et Casque FELIN
- FAMAS-F1 Valoriser et Heckler & Koch M416F

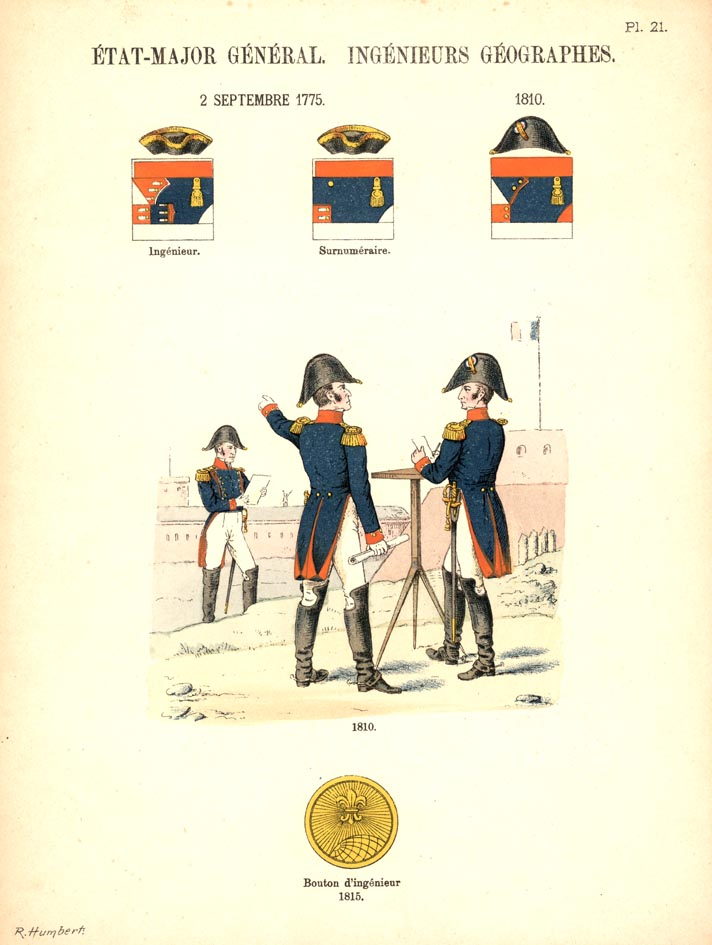
Planche 21 du tome I des « Uniformes de l'armée française », par le docteur Constant Lienhart et le professeur René Humbert. Ingénieurs géographes en 1775.

## Traditions et patrimoines

### Faits d'armes portés sur l'étendard du régiment

Dessin des inscriptions sur l'étendard du géographique.

Il porte, cousues en lettres d'or dans ses plis, les inscriptions suivantes :
- Extrême-Orient 1884-1885
- Verdun 1916
- Noyon 1918
- l'Aisne 1918
- AFN 1952-1962

### Fête d'Arme

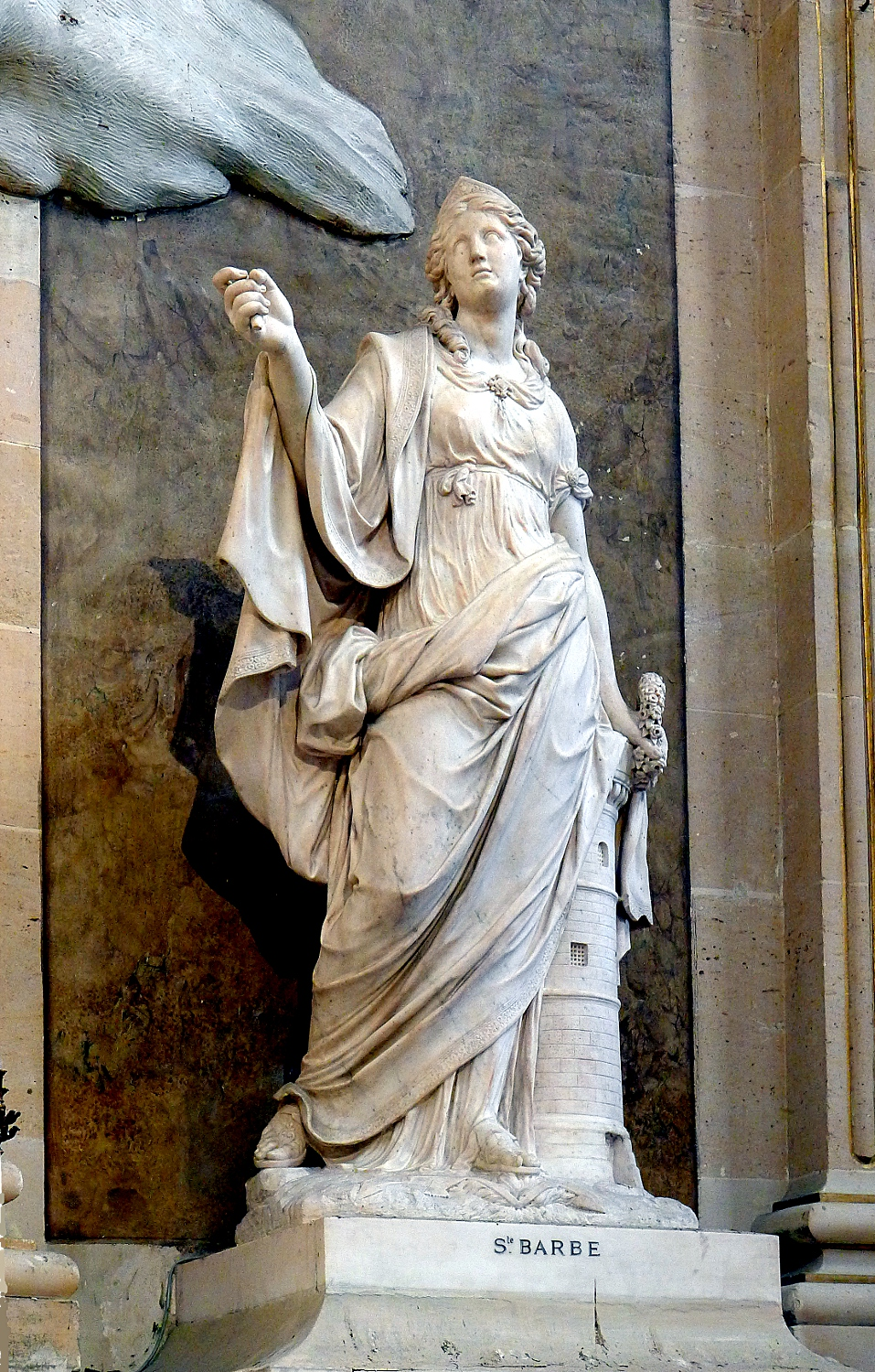
Sainte Barbe de l'église Saint-Roch - anonyme.

Les personnels du 28e GG sont placés sous le patronage de sainte Barbe qui, pour avoir refusé d'abjurer sa foi fut enfermée dans une tour. Puis son père mit le feu à celle-ci pour la punir. Sainte Barbe réussit à s'enfuir mais fut retrouvée par son père qui lui arracha les seins puis la décapita. Le ciel aussitôt foudroya ce père indigne. Elle est célébrée le 4 décembre, et il s'agit donc de la fête de tous les artilleurs, les sapeurs, les canonniers, les artificiers, les pyrotechniciens, les ingénieurs de combat, les métallurgistes, les démineurs et autres corporations liées au feu.

### Calot de tradition
Les calots, aussi appelée bonnets de police, sont de couleur noir foncé avec un fond et un passepoil de couleur rouge.

### Sources et bibliographie
28e régiment d'artillerie
- Historique du 28e Régiment d’Artillerie
- Louis Susane : Histoire de l'artillerie Française
- Historiques des corps de troupe de l'armée française (1569-1900)

28e groupe géographique
- Historique du 28e Groupe Géographique